# Lautrec (Tarn)
Lautrec est une commune française située dans le département du Tarn en région Occitanie. Sur le plan historique et culturel, la commune est dans le Castrais, un territoire essentiellement agricole, entre la rive droite de l'Agout au sud et son affluent, le Dadou, au nord.
Exposée à un climat océanique altéré, elle est drainée par le ruisseau de Bagas, le ruisseau de Lézert, le ruisseau de Poulobre, le ruisseau de Ganoubre, le ruisseau de Merdalou, le ruisseau de Saborgues, le ruisseau de Vidalès et par divers autres petits cours d'eau. La commune possède un patrimoine naturel remarquable composé de cinq zones naturelles d'intérêt écologique, faunistique et floristique.
Lautrec est une commune rurale qui compte 1 690 habitants en 2022, après avoir connu un pic de population de 4 032 habitants en 1806.  Elle fait partie de l'aire d'attraction de Castres. Ses habitants sont appelés les Lautrécois ou  Lautrécoises.

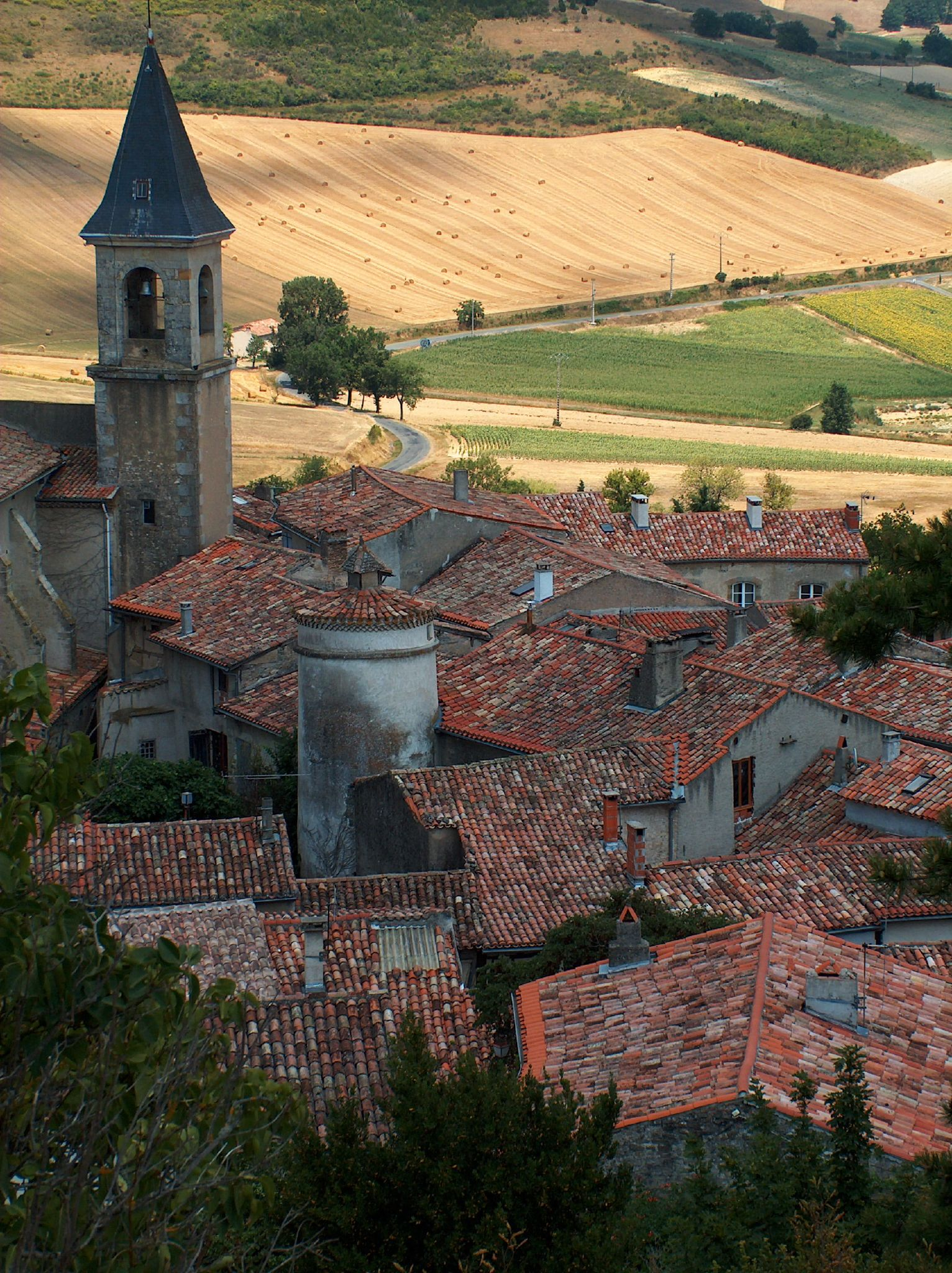

## Géographie

### Localisation
Lautrec se situe au cœur du département du Tarn dans le pays de Cocagne entre Albi et Castres.
L'IGN a déterminé que Lautrec est le centre géographique de la région Occitanie.

### Communes limitrophes
Les communes limitrophes sont Brousse, Cuq, Jonquières, Montpinier, Peyregoux, Puycalvel, Saint-Genest-de-Contest, Saint-Julien-du-Puy et Vénès.
| Saint-Julien-du-Puy | Saint-Genest-de-Contest | Vénès      |
| Brousse             | Lautrec                 | Peyregoux  |
| Puycalvel           | Cuq, Jonquières         | Montpinier |

### Hydrographie
La commune est dans le bassin de la Garonne, au sein du bassin hydrographique Adour-Garonne. Elle est drainée par le ruisseau de Bagas, le ruisseau de Lézert, le ruisseau de Poulobre, le ruisseau de Merdalou, le ruisseau de Saborgues, le ruisseau de Vidalès, un bras du Bagas, un bras du Bagas, un bras du Bagas, le ruisseau Davizols, le ruisseau de Bagas (0,603 km), le ruisseau de Font Bouissoune, le ruisseau de la Prade, et par divers petits cours d'eau, qui constituent un réseau hydrographique de 74 km de longueur totale,.
Le ruisseau de Bagas, d'une longueur totale de 21,1 km, prend sa source dans la commune de Montfa et s'écoule du nord-est au sud-ouest. Il traverse la commune et se jette dans l'Agout à Puylaurens, après avoir traversé 7 communes.
Le ruisseau de Lézert, d'une longueur totale de 12,1 km, prend sa source dans la commune de Saint-Julien-Gaulène et s'écoule du nord-est au sud-ouest. Il traverse la commune et se jette dans un bras du Tarn à Saint-Grégoire, après avoir traversé 5 communes.
Le ruisseau de Poulobre, d'une longueur totale de 10,1 km, prend sa source dans la commune de Montfa et s'écoule vers l'ouest puis se réoriente au sud-ouest. Il traverse la commune et se jette dans le ruisseau de Bagas à Jonquières, après avoir traversé 6 communes.

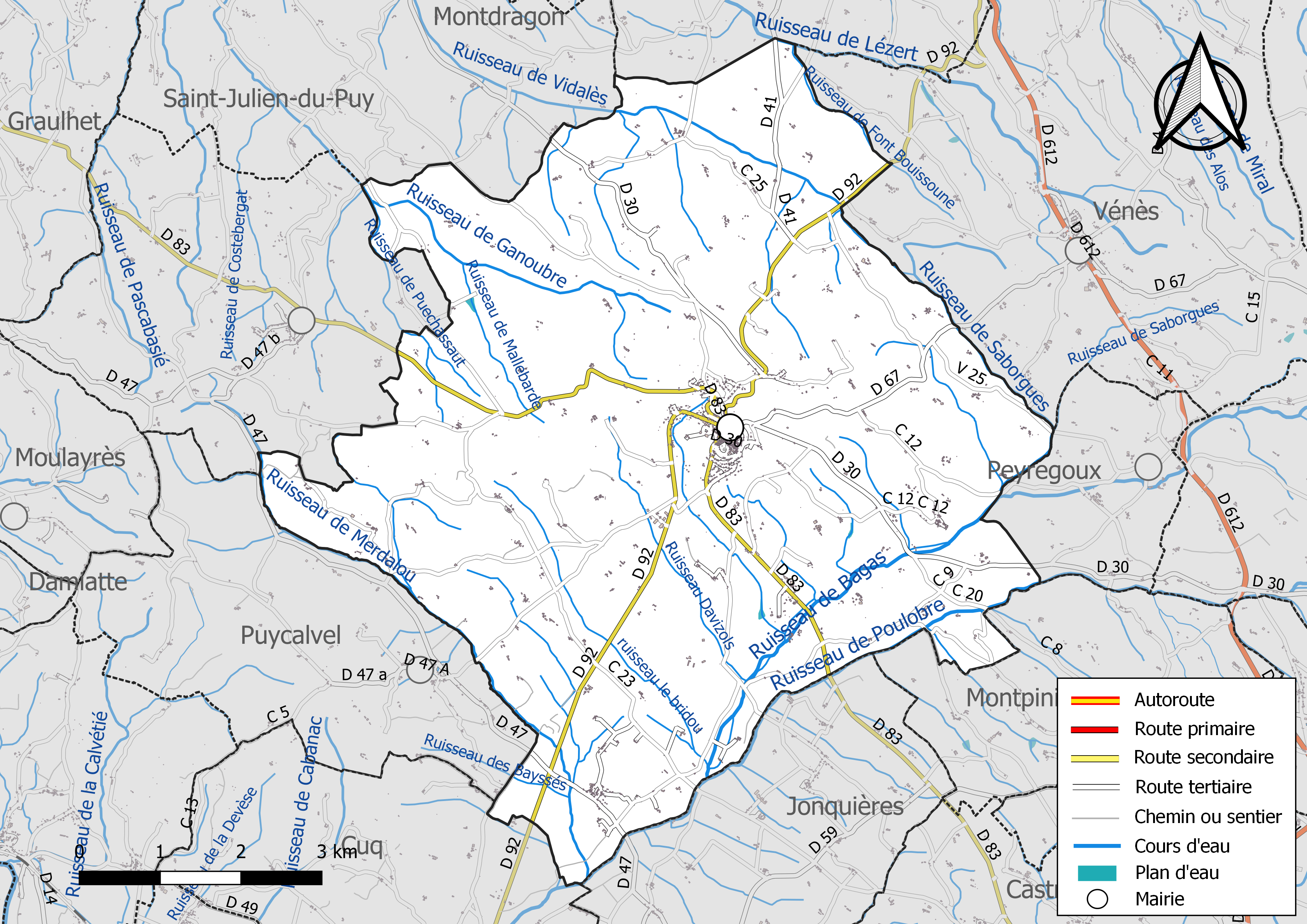
Réseaux hydrographique et routier de Lautrec.

### Climat
Pour des articles plus généraux, voir Climat de l'Occitanie et Climat du Tarn.
En 2010, le climat de la commune est de type climat du Bassin du Sud-Ouest, selon une étude du Centre national de la recherche scientifique s'appuyant sur une série de données couvrant la période 1971-2000. En 2020, Météo-France publie une typologie des climats de la France métropolitaine dans laquelle la commune est exposée à un climat océanique altéré et est dans la région climatique Aquitaine, Gascogne, caractérisée par une pluviométrie abondante au printemps, modérée en automne, un faible ensoleillement au printemps, un été chaud (19,5 °C), des vents faibles, des brouillards fréquents en automne et en hiver et des orages fréquents en été (15 à 20 jours).
Pour la période 1971-2000, la température annuelle moyenne est de 13,1 °C, avec une amplitude thermique annuelle de 15,8 °C. Le cumul annuel moyen de précipitations est de 845 mm, avec 9,9 jours de précipitations en janvier et 5,7 jours en juillet. Pour la période 1991-2020, la température moyenne annuelle observée sur la station météorologique de Météo-France la plus proche, « Montredon-Labessonnié », sur la commune de Montredon-Labessonnié à 15 km à vol d'oiseau, est de 12,1 °C et le cumul annuel moyen de précipitations est de 1 133,8 mm. 
La température maximale relevée sur cette station est de 39,6 °C, atteinte le 21 juillet 1989 ; la température minimale est de −15,6 °C, atteinte le 12 janvier 1987,,.
Les paramètres climatiques de la commune ont été estimés pour le milieu du siècle (2041-2070) selon différents scénarios d'émission de gaz à effet de serre à partir des nouvelles projections climatiques de référence DRIAS-2020. Ils sont consultables sur un site dédié publié par Météo-France en novembre 2022.

### Milieux naturels et biodiversité
L’inventaire des zones naturelles d'intérêt écologique, faunistique et floristique (ZNIEFF) a pour objectif de réaliser une couverture des zones les plus intéressantes sur le plan écologique, essentiellement dans la perspective d’améliorer la connaissance du patrimoine naturel national et de fournir aux différents décideurs un outil d’aide à la prise en compte de l’environnement dans l’aménagement du territoire.
Quatre ZNIEFF de type 1 sont recensées sur la commune :
- la « butte des Abeillous et travers de St-Julien-du-Puy » (165 ha), couvrant 4 communes du département[16] ;
- le « coteau sec de Rayssac » (68 ha)[17] ;
- les « coteaux secs de Malvignol » (52 ha)[18] ;
- les « coteaux secs du Pioch » (69 ha), couvrant 2 communes du département[19] ;

et une ZNIEFF de type 2, : 
les « coteaux de Graulhet à Lautrec » (4 965 ha), couvrant 7 communes du département.

Carte des ZNIEFF de type 1 et 2 à Lautrec.
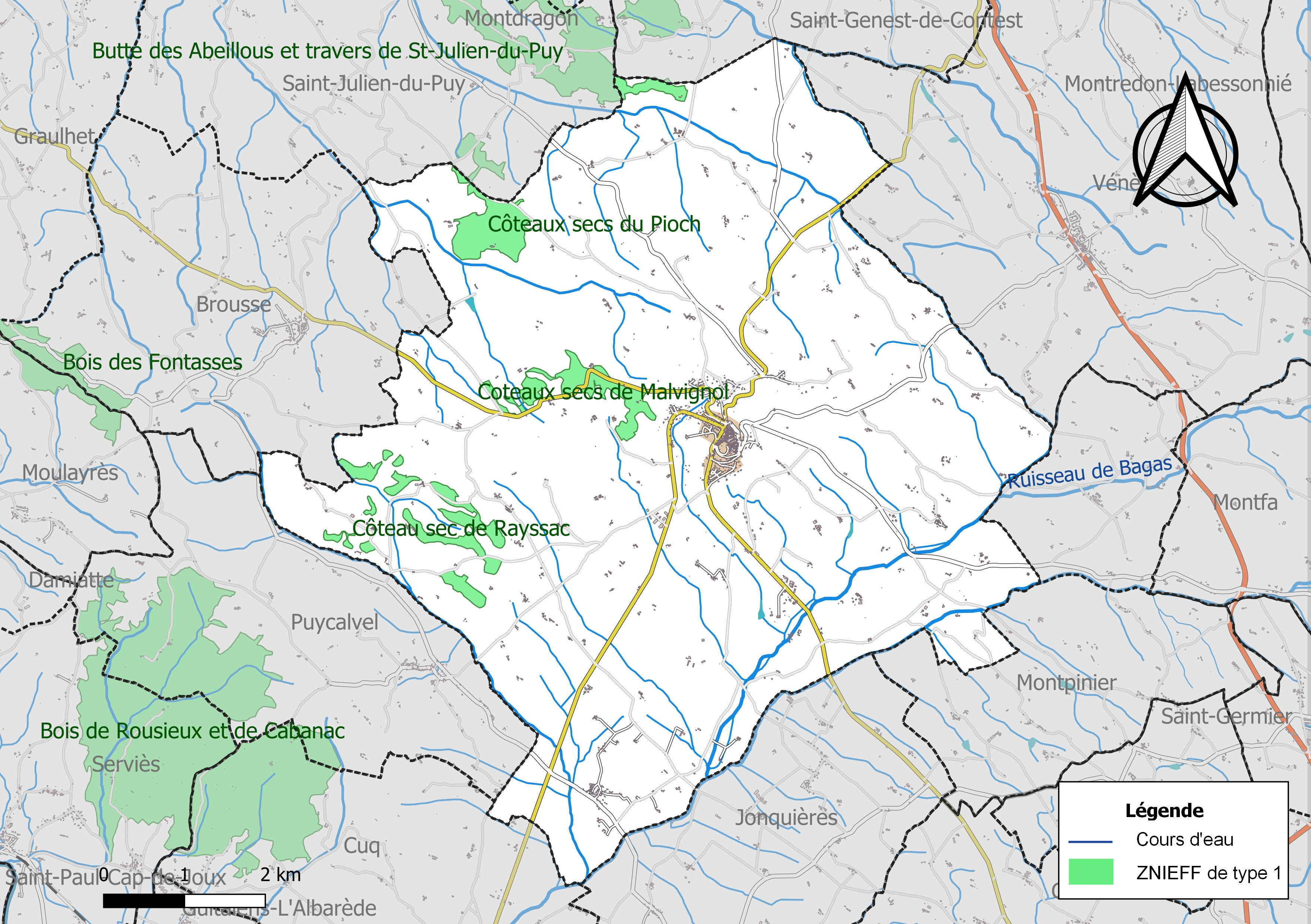
Carte des ZNIEFF de type 1 sur la commune.
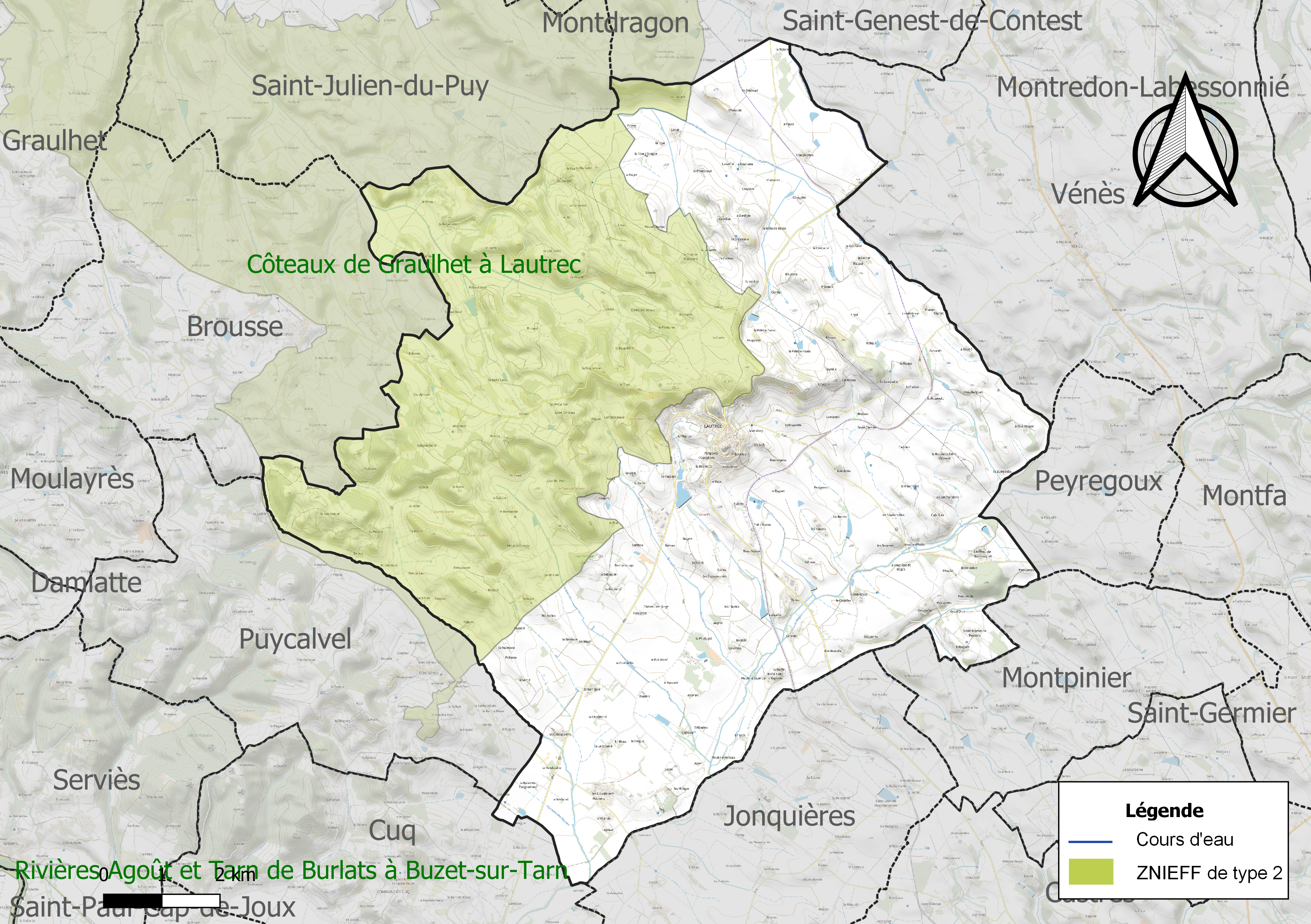
Carte de la ZNIEFF de type 2 sur la commune.

## Urbanisme

### Typologie
Au 1er janvier 2024, Lautrec est catégorisée commune rurale à habitat dispersé, selon la nouvelle grille communale de densité à sept niveaux définie par l'Insee en 2022.
Elle est située hors unité urbaine. Par ailleurs la commune fait partie de l'aire d'attraction de Castres, dont elle est une commune de la couronne,. Cette aire, qui regroupe 55 communes, est catégorisée dans les aires de 50 000 à moins de 200 000 habitants,.

### Occupation des sols
L'occupation des sols de la commune, telle qu'elle ressort de la base de données européenne d’occupation biophysique des sols Corine Land Cover (CLC), est marquée par l'importance des territoires agricoles (98,2 % en 2018), une proportion sensiblement équivalente à celle de 1990 (98,4 %). La répartition détaillée en 2018 est la suivante : 
terres arables (80,5 %), zones agricoles hétérogènes (17,8 %), forêts (1,1 %), zones urbanisées (0,6 %). L'évolution de l’occupation des sols de la commune et de ses infrastructures peut être observée sur les différentes représentations cartographiques du territoire : la carte de Cassini (XVIIIe siècle), la carte d'état-major (1820-1866) et les cartes ou photos aériennes de l'IGN pour la période actuelle (1950 à aujourd'hui).

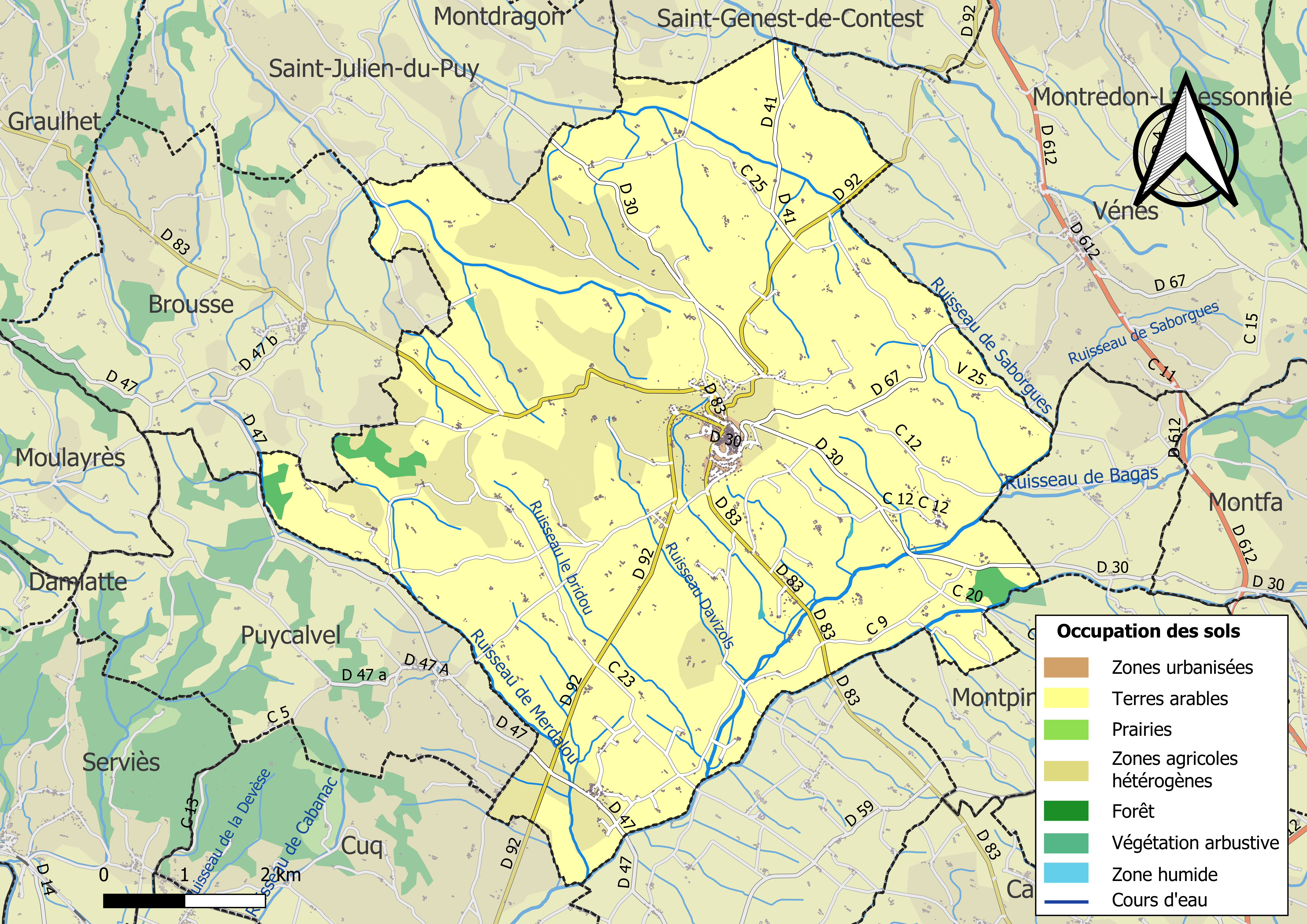
Carte des infrastructures et de l'occupation des sols de la commune en 2018 (CLC).

### Risques majeurs
Le territoire de la commune de Lautrec est vulnérable à différents aléas naturels : météorologiques (tempête, orage, neige, grand froid, canicule ou sécheresse), inondations, mouvements de terrains et séisme (sismicité très faible). Il est également exposé à un risque technologique,  le transport de matières dangereuses. Un site publié par le BRGM permet d'évaluer simplement et rapidement les risques d'un bien localisé soit par son adresse soit par le numéro de sa parcelle.

#### Risques naturels
Certaines parties du territoire communal sont susceptibles d’être affectées par le risque d’inondation par débordement de cours d'eau, notamment le ruisseau de Bagas, le ruisseau de Poulobre et le ruisseau de Lézert. La cartographie des zones inondables en ex-Midi-Pyrénées réalisée dans le cadre du XIe Contrat de plan État-région, visant à informer les citoyens et les décideurs sur le risque d’inondation, est accessible sur le site de la DREAL Occitanie. La commune a été reconnue en état de catastrophe naturelle au titre des dommages causés par les inondations et coulées de boue survenues en 1982, 1995 et 2020,.
Lautrec est exposée au risque de feu de forêt. En 2022, il n'existe pas de Plan de Prévention des Risques incendie de forêt (PPRif). Le débroussaillement aux abords des maisons constitue l’une des meilleures protections pour les particuliers contre le feu,.

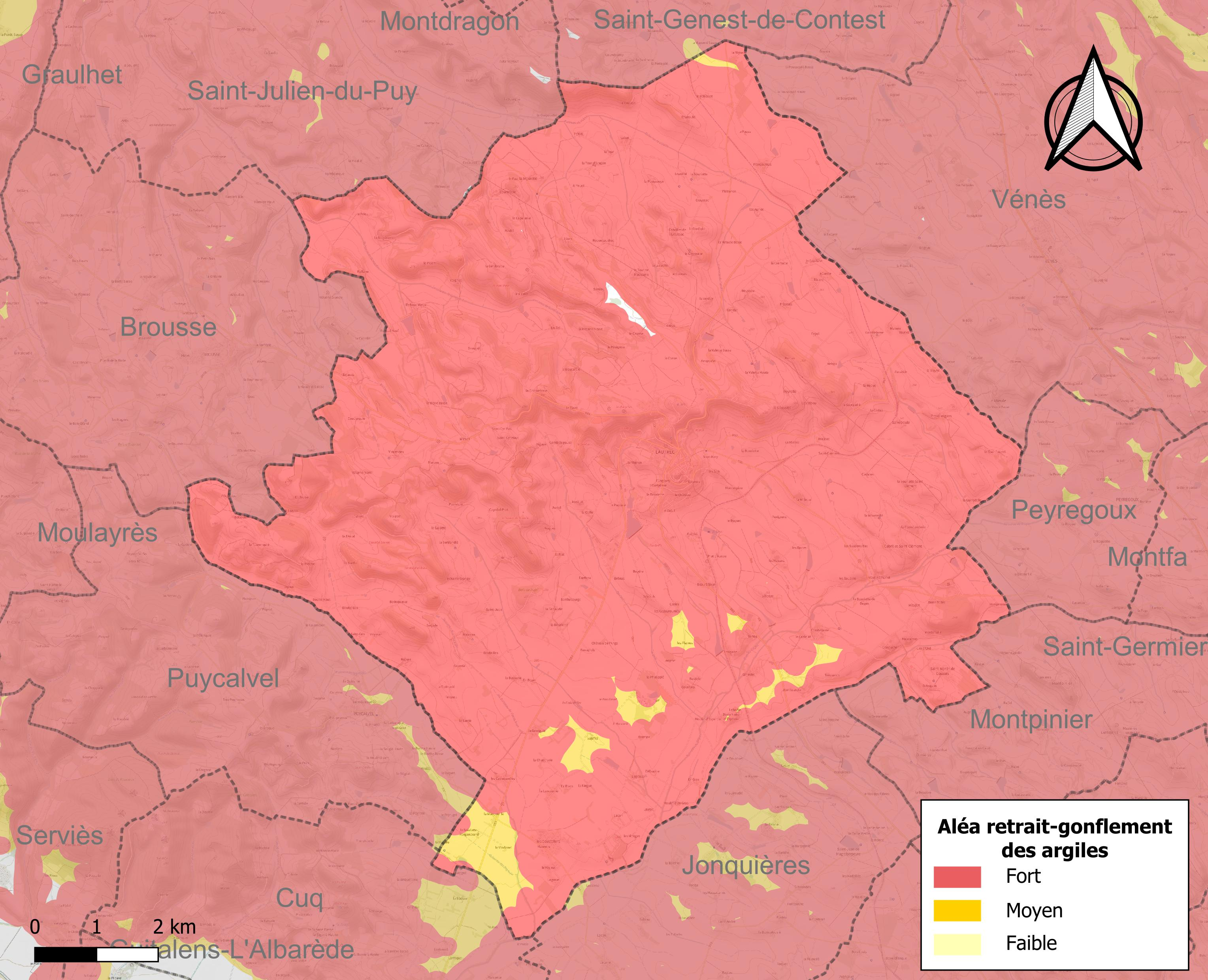
Carte des zones d'aléa retrait-gonflement des sols argileux de Lautrec.

La commune est vulnérable au risque de mouvements de terrains constitué principalement du retrait-gonflement des sols argileux. Cet aléa est susceptible d'engendrer des dommages importants aux bâtiments en cas d’alternance de périodes de sécheresse et de pluie. 99,9 % de la superficie communale est en aléa moyen ou fort (76,3 % au niveau départemental et 48,5 % au niveau national). Sur les 811 bâtiments dénombrés sur la commune en 2019, 811 sont en aléa moyen ou fort, soit 100 %, à comparer aux 90 % au niveau départemental et 54 % au niveau national. Une cartographie de l'exposition du territoire national au retrait gonflement des sols argileux est disponible sur le site du BRGM,.
Par ailleurs, afin de mieux appréhender le risque d’affaissement de terrain, l'inventaire national des cavités souterraines permet de localiser celles situées sur la commune.

#### Risques technologiques
Le risque de transport de matières dangereuses sur la commune est lié à sa traversée par des infrastructures routières ou ferroviaires importantes ou la présence d'une canalisation de transport d'hydrocarbures. Un accident se produisant sur de telles infrastructures est susceptible d’avoir des effets graves sur les biens, les personnes ou l'environnement, selon la nature du matériau transporté. Des dispositions d’urbanisme peuvent être préconisées en conséquence.

## Histoire
Le site de Lautrec fut occupé par une tribu celtique, les « Cambolectri Atlantici », puis par les Romains. Plus tard, Charlemagne se serait arrêté à Lautrec et y aurait jeté les fondements de l’église Saint-Rémy primitive aujourd’hui disparue, et située près de la fontaine portant son nom, à proximité de l’actuel lavoir Saint-Rémy.
Fondée vers 940, la vicomté de Lautrec occupait, entre le Dadou et l’Agout, la partie centrale du pays albigeois. Le premier vicomte de Lautrec fut Sicard, fils de Bernard, lui-même vicomte d’Albigeois, qui partagea ses terres entre ses deux fils. Très vite les riches terroirs du Lautrécois suscitèrent les convoitises des grandes familles de la chevalerie locale auxquelles le roi de France, Philippe IV le Bel, vint s’ajouter en 1306, pour une partie.
La vicomté devint une mosaïque, un puzzle de seigneuries et de pouvoirs enchevêtrés, aux mains des descendants d’Isarn de Lautrec ou des comtes de Foix.
La cité médiévale de Lautrec, qui compta jusqu’à 4 500 habitants, est adossée à un vaste plateau calcaire, avec ses toits de tuiles rouges en rangs serrés autour de la butte de la Salette, Lautrec domine la plaine du Castrais. Cette position géographique était un lieu défensif idéal.
Aux environs de l’an 1000, on commença à fortifier la butte de Montlausain qui domine la ville. Les vicomtes y édifièrent leur « castrum ». Il était entouré par une double enceinte fortifiée, percée de huit portes. Lautrec n’est pas comme Cordes ou Réalmont une bastide du XIIIe siècle avec un plan géométrique des rues. La cité est plus ancienne. Tourné vers le soleil levant, le village avec ses rues étroites s’accroche à flanc de coteau, en contrebas de la forteresse du vicomte. La communauté s’abrite derrière ses remparts et ses fossés.
De l’enceinte fortifiée, il ne reste aujourd’hui plus qu’une petite partie avec notamment la porte de la Caussade. Le seul nom du quartier de la Brèche dit assez que Lautrec ne fut pas toujours le paisible chef-lieu de canton qu’il est devenu. Il a souffert des grandes guerres de l’Ancien Régime comme la croisade contre les albigeois ou cathares, où la vicomté passa tour à tour du côté des croisés et du comte de Toulouse, la guerre de Cent Ans, et particulièrement des guerres de religion car Lautrec était un fief catholique juste à côté du grand voisin castrais, lui protestant. Enfin, la Révolution française n’épargna pas non plus ce territoire qui comptait de nombreux couvents comme celui des franciscains ou des bénédictins qui furent chassés.

## Toponymie
Lautrec tire son nom du germanique  Leotricus  (pour une tribu celtique ?...) ou viendrait de Alt Rec qui désigne un haut ruisseau. Lautrec s'appelait Lautreco au IXe siècle.

## Héraldique

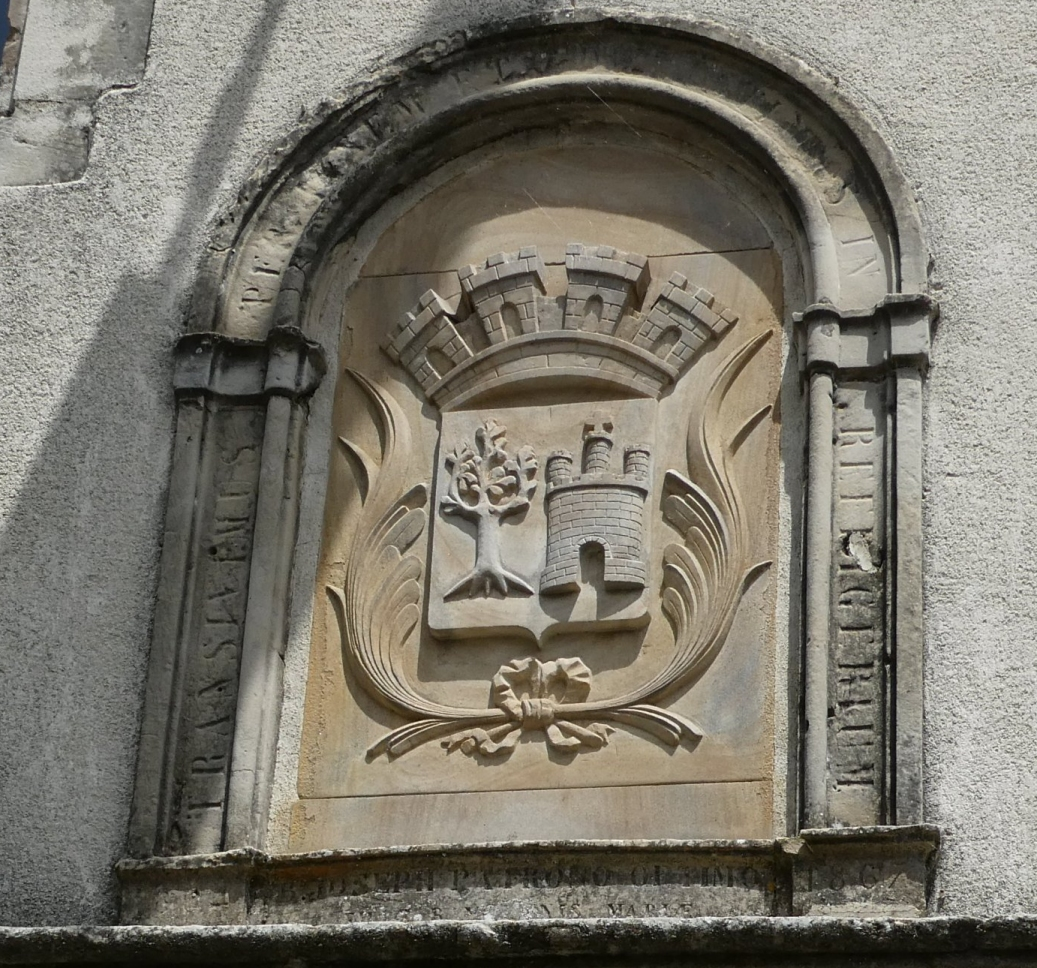
Blason façade Mairie

| Blason de Lautrec | Blason  | D'azur, à dextre un laurier d'or, à senestre une tour donjonnée de trois pièces, celle du milieu plus haute sommée d'une croix haute tous d'argent, la tour ouverte du champ.. |
| Blason de Lautrec | Détails | Sur site commune,depuis au moins 2022 |

## Politique et administration

### Liste des maires
| Période                                  | Période   | Identité       | Étiquette | Qualité                                                                            |
| ---------------------------------------- | --------- | -------------- | --------- | ---------------------------------------------------------------------------------- |
| mars 1965                                | mars 2001 | François Delga | DVD       | Médecin - Sénateur (1986-1995) conseiller général du canton de Lautrec (1955-1992) |
| mars 2001                                | mars 2014 | Laurent Gros   | Modem     | .                                                                                  |
| mars 2014                                | En cours  | Thierry Bardou | SE        | Président de la Communauté de communes                                             |
| Les données manquantes sont à compléter. |           |                |           |                                                                                    |

## Démographie
| 1793  | 1800  | 1806  | 1821  | 1831  | 1836  | 1841  | 1846  | 1851  |
| ----- | ----- | ----- | ----- | ----- | ----- | ----- | ----- | ----- |
| 3 343 | 3 238 | 4 032 | 3 915 | 3 602 | 3 580 | 3 467 | 3 506 | 3 466 |

| 1856  | 1861  | 1866  | 1872  | 1876  | 1881  | 1886  | 1891  | 1896  |
| ----- | ----- | ----- | ----- | ----- | ----- | ----- | ----- | ----- |
| 3 330 | 3 257 | 3 249 | 3 154 | 3 051 | 3 023 | 2 927 | 2 750 | 2 674 |

| 1901  | 1906  | 1911  | 1921  | 1926  | 1931  | 1936  | 1946  | 1954  |
| ----- | ----- | ----- | ----- | ----- | ----- | ----- | ----- | ----- |
| 2 538 | 2 372 | 2 337 | 2 100 | 2 092 | 1 950 | 2 012 | 1 864 | 1 766 |

| 1962  | 1968  | 1975  | 1982  | 1990  | 1999  | 2005  | 2006  | 2010  |
| ----- | ----- | ----- | ----- | ----- | ----- | ----- | ----- | ----- |
| 1 672 | 1 508 | 1 316 | 1 503 | 1 527 | 1 554 | 1 673 | 1 700 | 1 756 |

| 2015  | 2020  | 2022  | - | - | - | - | - | - |
| ----- | ----- | ----- | - | - | - | - | - | - |
| 1 776 | 1 706 | 1 690 | - | - | - | - | - | - |

## Économie

### Revenus
En 2018, la commune compte 693 ménages fiscaux, regroupant 1 654 personnes. La médiane du revenu disponible par unité de consommation est de 21 040 € (20 400 € dans le département).

### Emploi
|                | 2008  | 2013  | 2018  |
| -------------- | ----- | ----- | ----- |
| Commune        | 6,1 % | 5,7 % | 6,4 % |
| Département    | 8,2 % | 9,9 % | 10 %  |
| France entière | 8,3 % | 10 %  | 10 %  |

En 2018, la population âgée de 15 à 64 ans s'élève à 991 personnes, parmi lesquelles on compte 75,7 % d'actifs (69,3 % ayant un emploi et 6,4 % de chômeurs) et 24,3 % d'inactifs,. Depuis 2008, le taux de chômage communal (au sens du recensement) des 15-64 ans est inférieur à celui de la France et du département.
La commune fait partie de la couronne de l'aire d'attraction de Castres, du fait qu'au moins 15 % des actifs travaillent dans le pôle,. Elle compte 632 emplois en 2018, contre 705 en 2013 et 718 en 2008. Le nombre d'actifs ayant un emploi résidant dans la commune est de 702, soit un indicateur de concentration d'emploi de 90 % et un taux d'activité parmi les 15 ans ou plus de 51,7 %.
Sur ces 702 actifs de 15 ans ou plus ayant un emploi, 214 travaillent dans la commune, soit 30 % des habitants. Pour se rendre au travail, 85,7 % des habitants utilisent un véhicule personnel ou de fonction à quatre roues, 2,5 % les transports en commun, 4,3 % s'y rendent en deux-roues, à vélo ou à pied et 7,5 % n'ont pas besoin de transport (travail au domicile).

### Activités hors agriculture

#### Secteurs d'activités
157 établissements sont implantés  à Lautrec au 31 décembre 2019. Le tableau ci-dessous en détaille le nombre par secteur d'activité et compare les ratios avec ceux du département,.
| Secteur d'activité                                                                                        | Commune | Commune | Département |
| Secteur d'activité                                                                                        | Nombre  | %       | %           |
| --- | ------- | ------- | ----------- |
| Ensemble                                                                                                  | 157     | 100 %   | (100 %)     |
| Industrie manufacturière, industries extractives et autres                                                | 39      | 24,8 %  | (13 %)      |
| Construction                                                                                              | 17      | 10,8 %  | (12,5 %)    |
| Commerce de gros et de détail, transports, hébergement et restauration                                    | 41      | 26,1 %  | (26,7 %)    |
| Information et communication                                                                              | 4       | 2,5 %   | (2,1 %)     |
| Activités financières et d'assurance                                                                      | 4       | 2,5 %   | (3,3 %)     |
| Activités immobilières                                                                                    | 2       | 1,3 %   | (4,2 %)     |
| Activités spécialisées, scientifiques et techniques et activités de services administratifs et de soutien | 18      | 11,5 %  | (13,8 %)    |
| Administration publique, enseignement, santé humaine et action sociale                                    | 20      | 12,7 %  | (15,5 %)    |
| Autres activités de services                                                                              | 12      | 7,6 %   | (9 %)       |

Le secteur du commerce de gros et de détail, des transports, de l'hébergement et de la restauration est prépondérant sur la commune puisqu'il représente 26,1 % du nombre total d'établissements de la commune (41 sur les 157 entreprises implantées  à Lautrec), contre 26,7 % au niveau départemental.

#### Entreprises et commerces
Les cinq entreprises ayant leur siège social sur le territoire communal qui génèrent le plus de chiffre d'affaires en 2020 sont : 
- Alliance Condiments, commerce de gros (commerce interentreprises) alimentaire spécialisé divers (1 670 k€)
- Cafe Plum, débits de boissons (343 k€)
- NC Meca, réparation de machines et équipements mécaniques (207 k€)
- VD Elec, travaux d'installation électrique dans tous locaux (134 k€)
- Pi Developpement, conseil en systèmes et logiciels informatiques (66 k€)

### Agriculture
La commune est dans la « plaine de l'Albigeois et du Castrais », une petite région agricole occupant le centre du département du Tarn. En 2020, l'orientation technico-économique de l'agriculture  sur la commune est l'exploitation de grandes cultures (hors céréales et oléoprotéagineuses). 
|               | 1988  | 2000  | 2010  | 2020  |
| ------------- | ----- | ----- | ----- | ----- |
| Exploitations | 131   | 104   | 90    | 72    |
| SAU (ha)      | 4 449 | 4 052 | 3 903 | 3 807 |

Le nombre d'exploitations agricoles en activité et ayant leur siège dans la commune est passé de 131 lors du recensement agricole de 1988  à 104 en 2000 puis à 90 en 2010 et enfin à 72 en 2020, soit une baisse de 45 % en 32 ans. Le même mouvement est observé à l'échelle du département qui a perdu pendant cette période 58 % de ses exploitations,. La surface agricole utilisée sur la commune a également diminué, passant de 4449 ha en 1988 à 3807 ha en 2020. Parallèlement la surface agricole utilisée moyenne par exploitation a augmenté, passant de 34 à 53 ha.

## Culture locale et patrimoine

### Lieux et monuments
- L'église Saint-Rémy de Lautrec. L'édifice a été classé au titre des monuments historiques en 1999[43]. De nombreux objets sont référencés dans la base Palissy (voir les notices liées)[43].
- Église Notre-Dame de Provillergues.
- Église Saint-Clément de Saint-Clément.
- Église Saint-Étienne de Grayssac.
- Église -Saint-Martin-de-Brametourte de La Bertrandié.
- Église Saint-Martin-de-Dauzats.
- Église Saint-Pierre-d'Expertens de Lautrec.

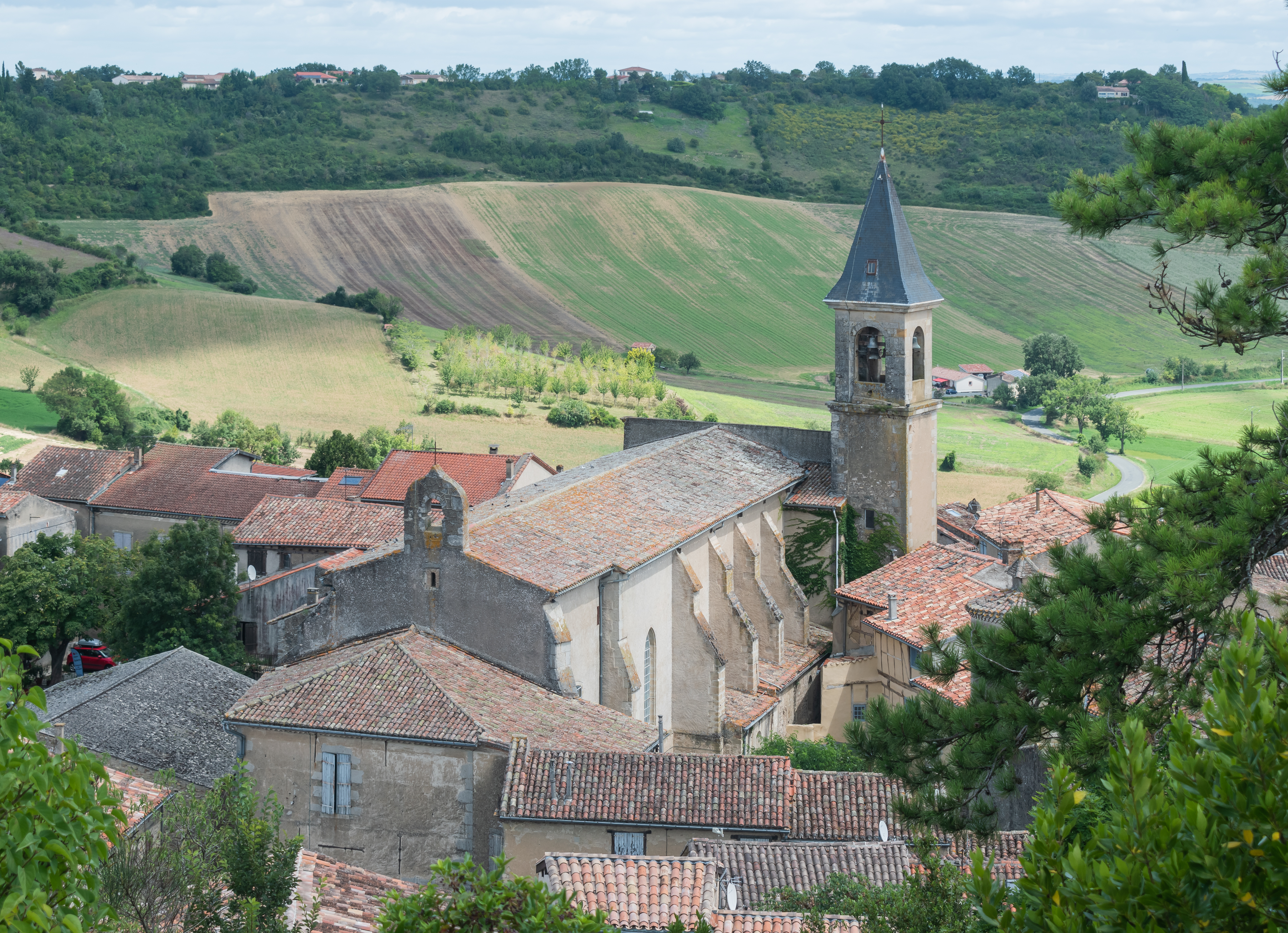
La collégiale Saint-Rémy.
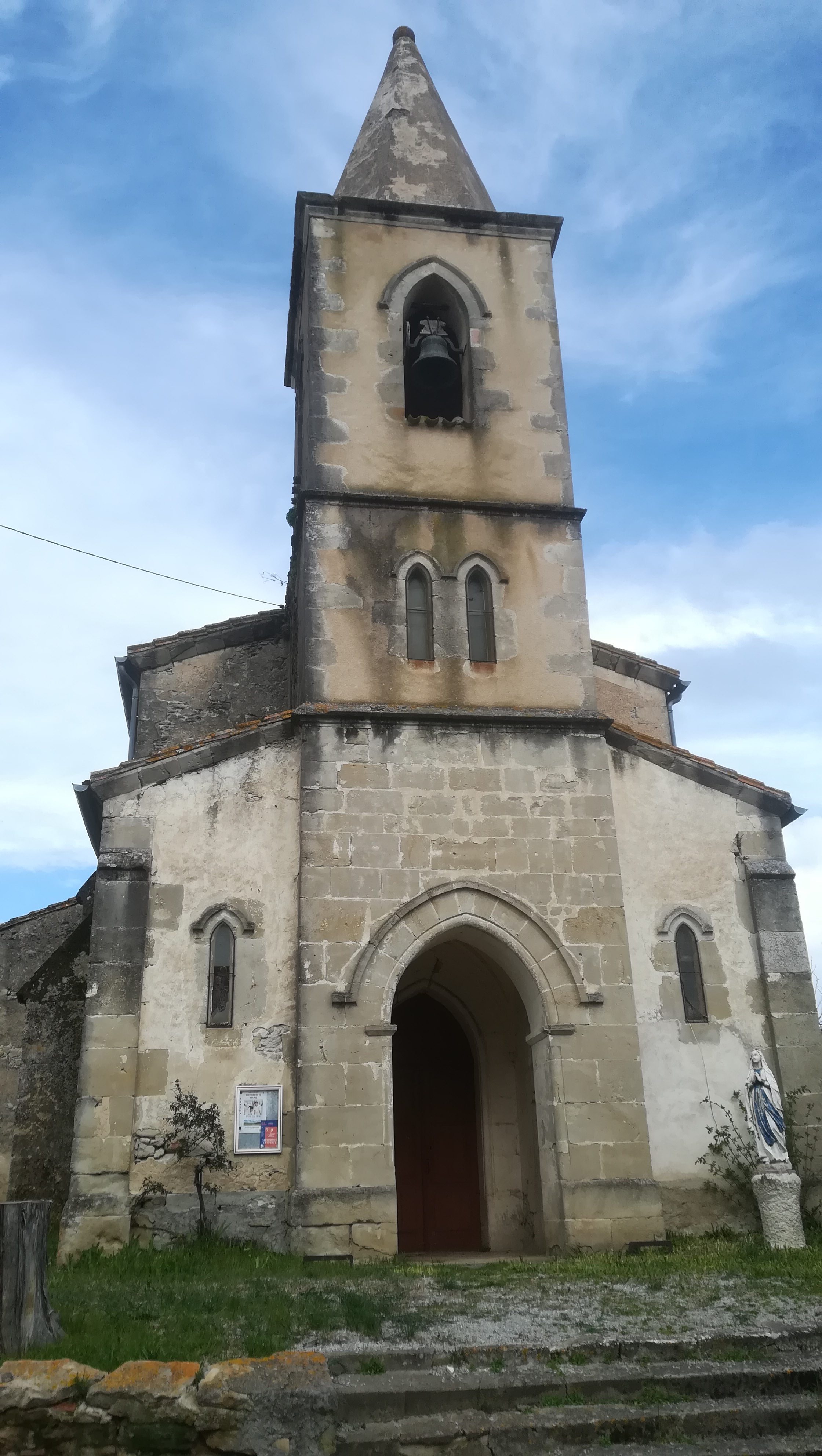
Église Saint-Martin-de-Brametourte de La Bertrandié.

- Le village médiéval.
- La porte de la Caussade (XIIIe siècle).
- Les demeures du XVIe siècle.
- La place centrale et les halles du XVIIe siècle.
- Le château de Brametourte (XIe siècle).
- Le château de Malvignol (XVIe siècle).
- Le château des Ormes (XIXe siècle).
- La collégiale Saint-Rémy (fin du XIVe siècle), voûtée en 1769.
- Le moulin à vent de 1688 (restauré en 1990).
- Le calvaire de la Salette (328 m d'altitude).
- La voie romaine.
- L'atelier du sabotier.
- Motte de Quiriquiqui.
- Souterrain au lieu-dit le Fégnal. À 200 m au sud-est de la motte de Quiriquiqui, un effondrement dans un champ dans les années 1970, rapidement rebouché, laisse suggérer à la présence d'un souterrain[44].
- Motte au lieu-dit le Cousta. Elle se situe au sommet d'une colline et mesure environ 50 m de diamètre à la base et est haute de 18 -m. Mercadier fait état de « deux tertres encadrant un enclos, avec silos et trous de poteaux », Bordenave et Viallèle y voient la présence d'un souterrain sous « aire de battage »[45].
- Motte au lieu-dit Castellas de Cabilles. La motte, installée sur une butte naturelle quadrangulaire aux flancs probablement retaillés, mesure environ 35-18 × m au sommet, et est haute de 7 m environ. Une fouille de la surface sommitale a permis la découverte de silos et de nombreuses tuiles de toiture. Une tradition orale mentionne sur le site la présence d'un souterrain qui n'a pas été retrouvé[45].
- Site de la tour de Maussans. Situé à l'extrémité d'une zone de confluence, le site à partir d'une motte, aurait pu joué un rôle de place forte[46].

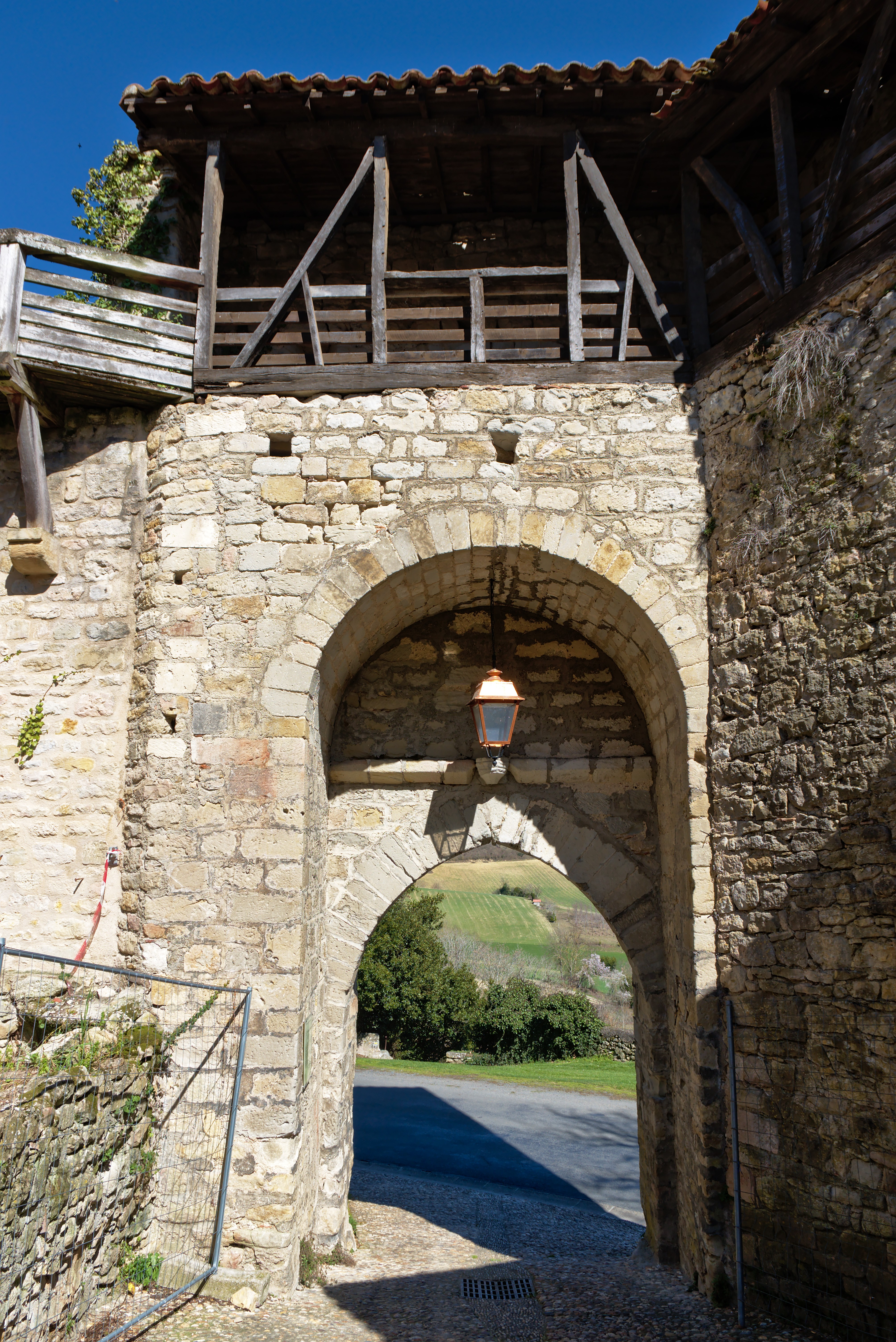
Porte de la Caussade.
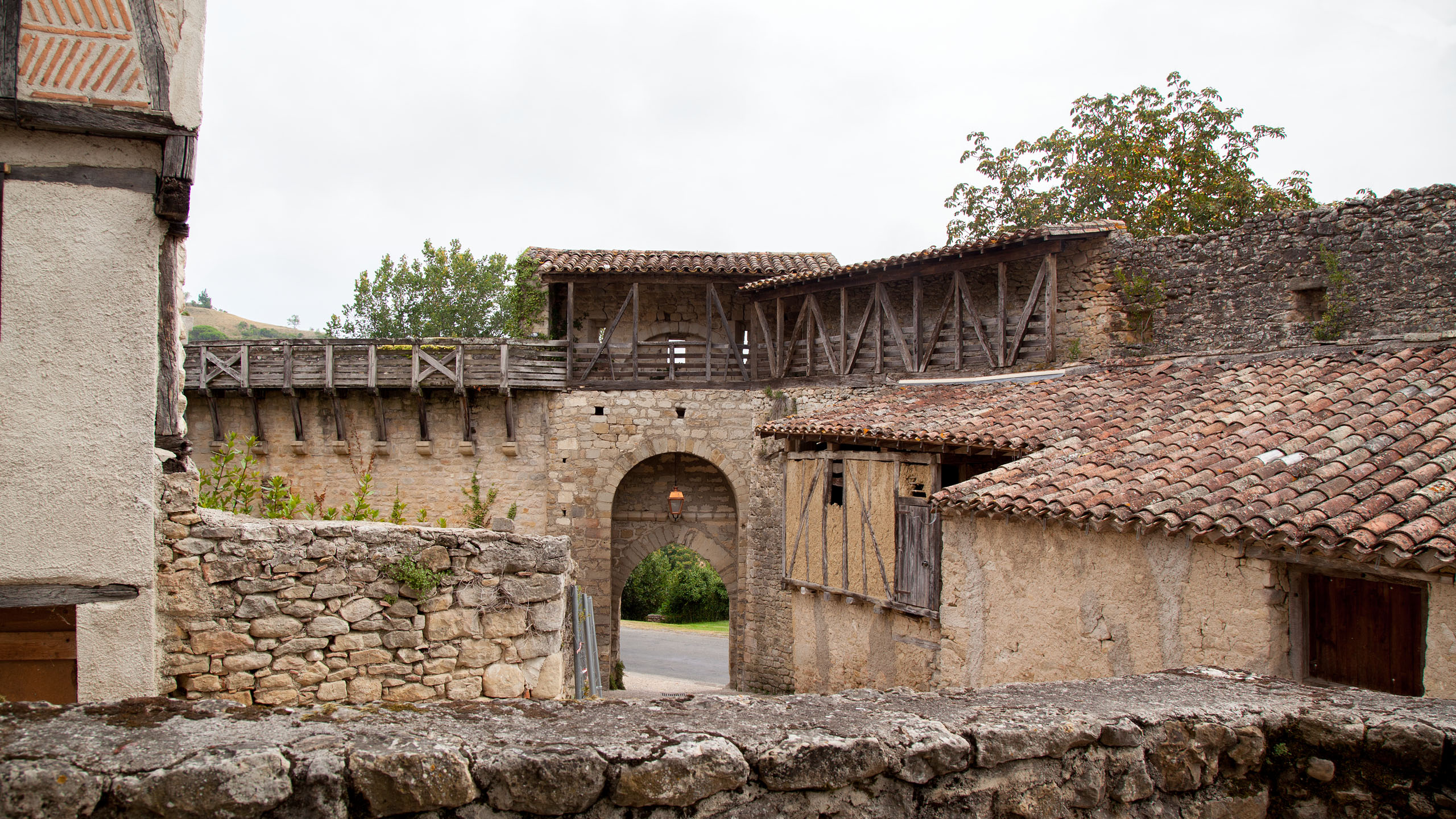
Porte de la Caussade.
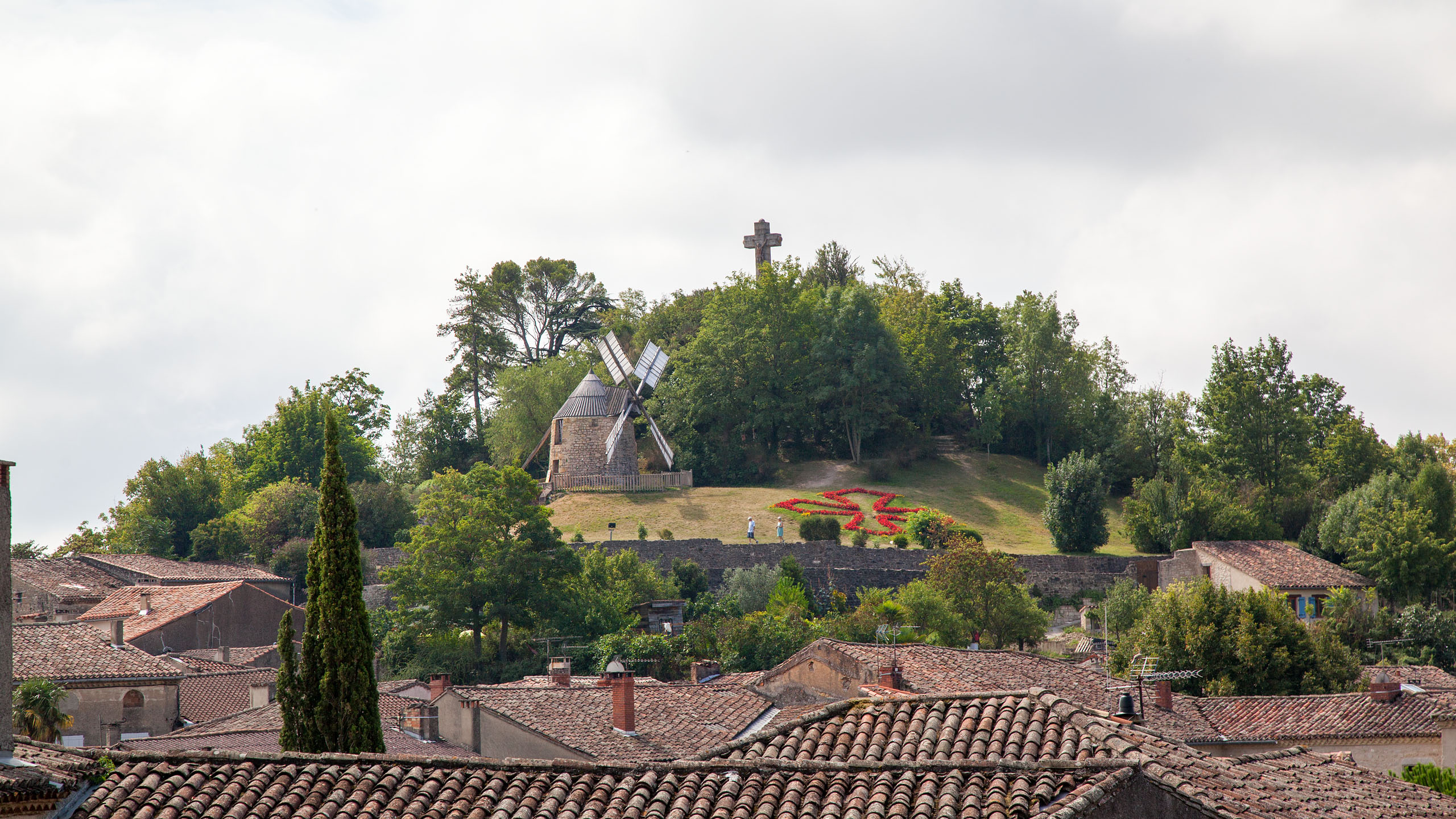
Le moulin à vent.
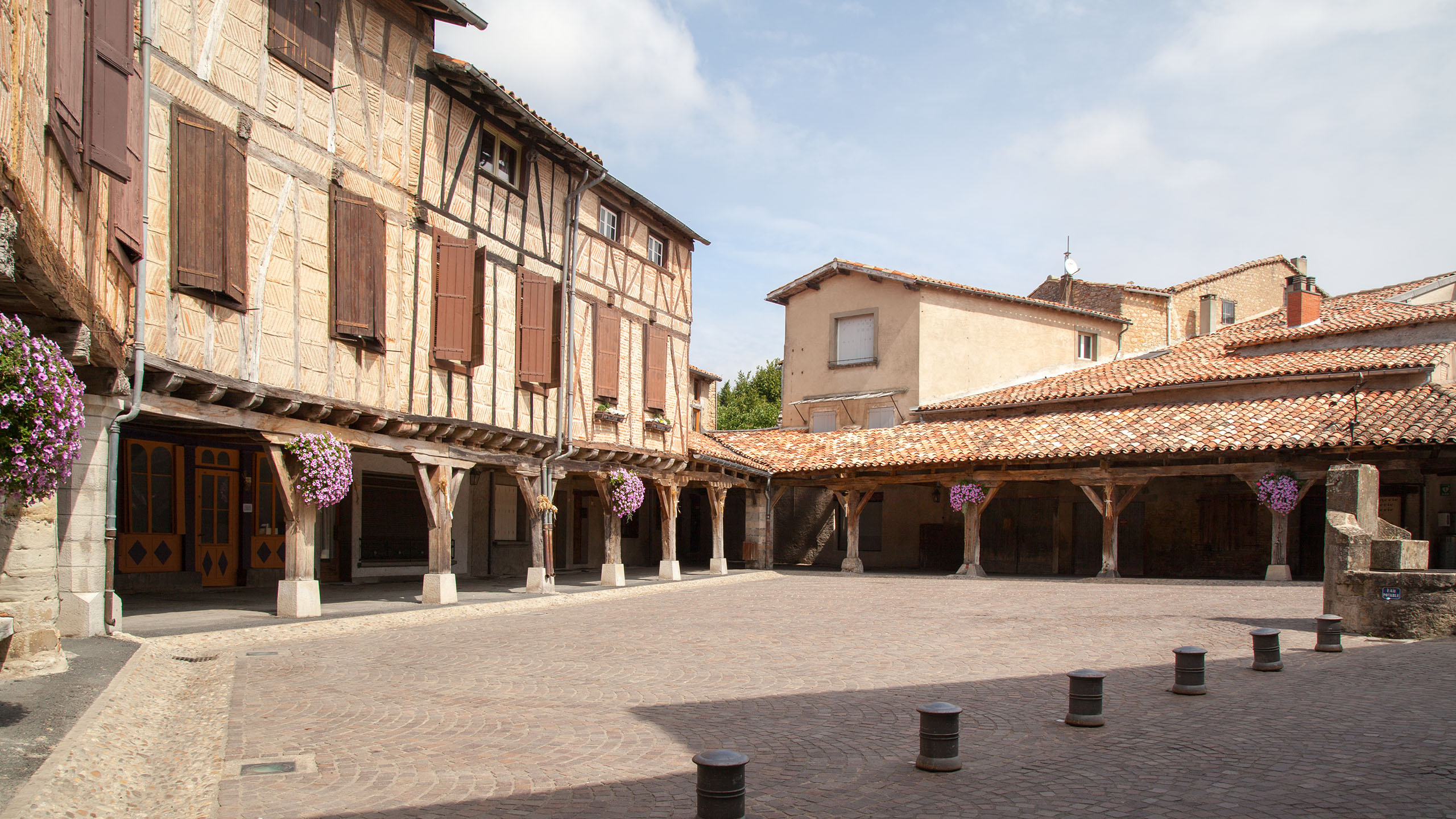
La place centrale et les halles.
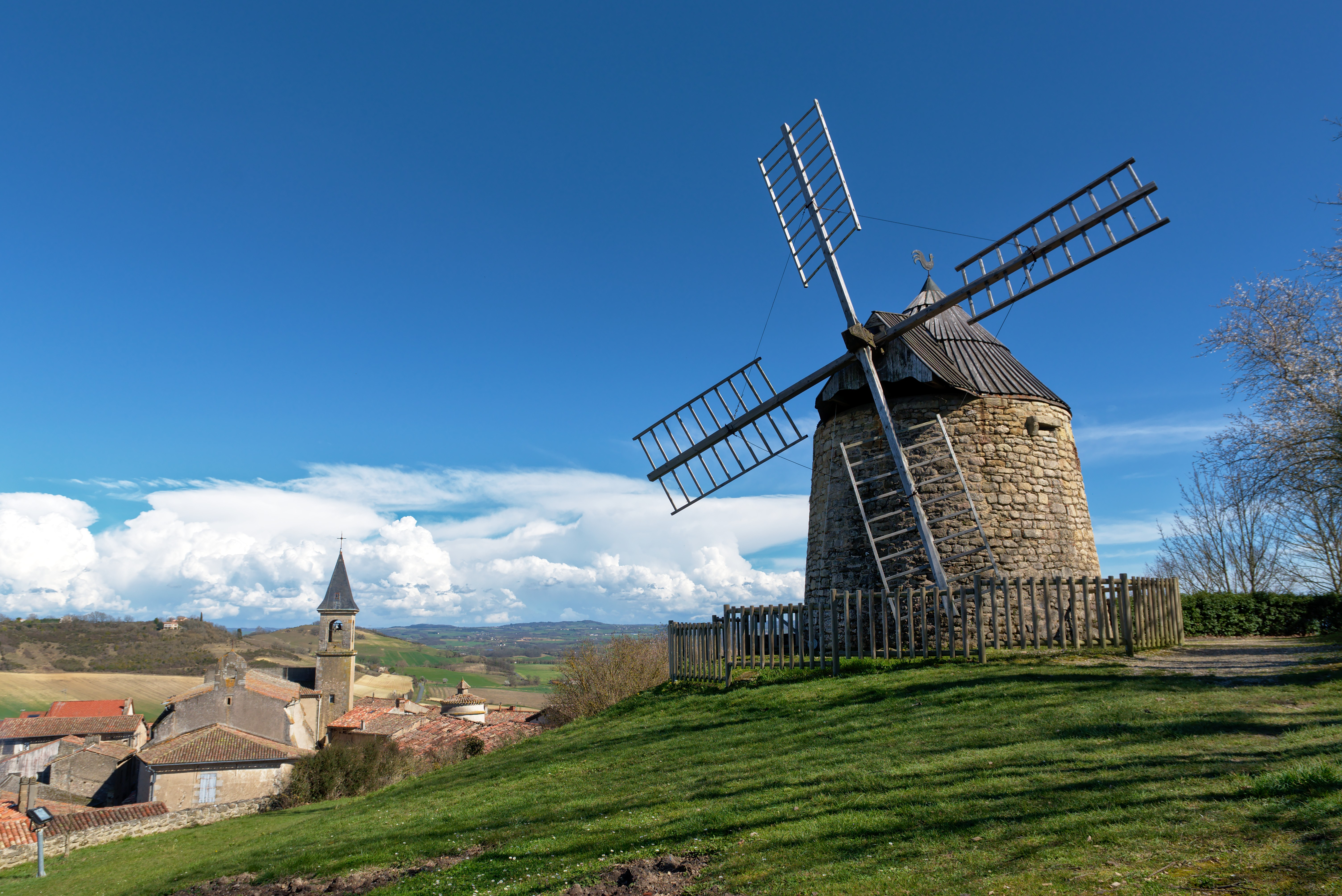
Le moulin.
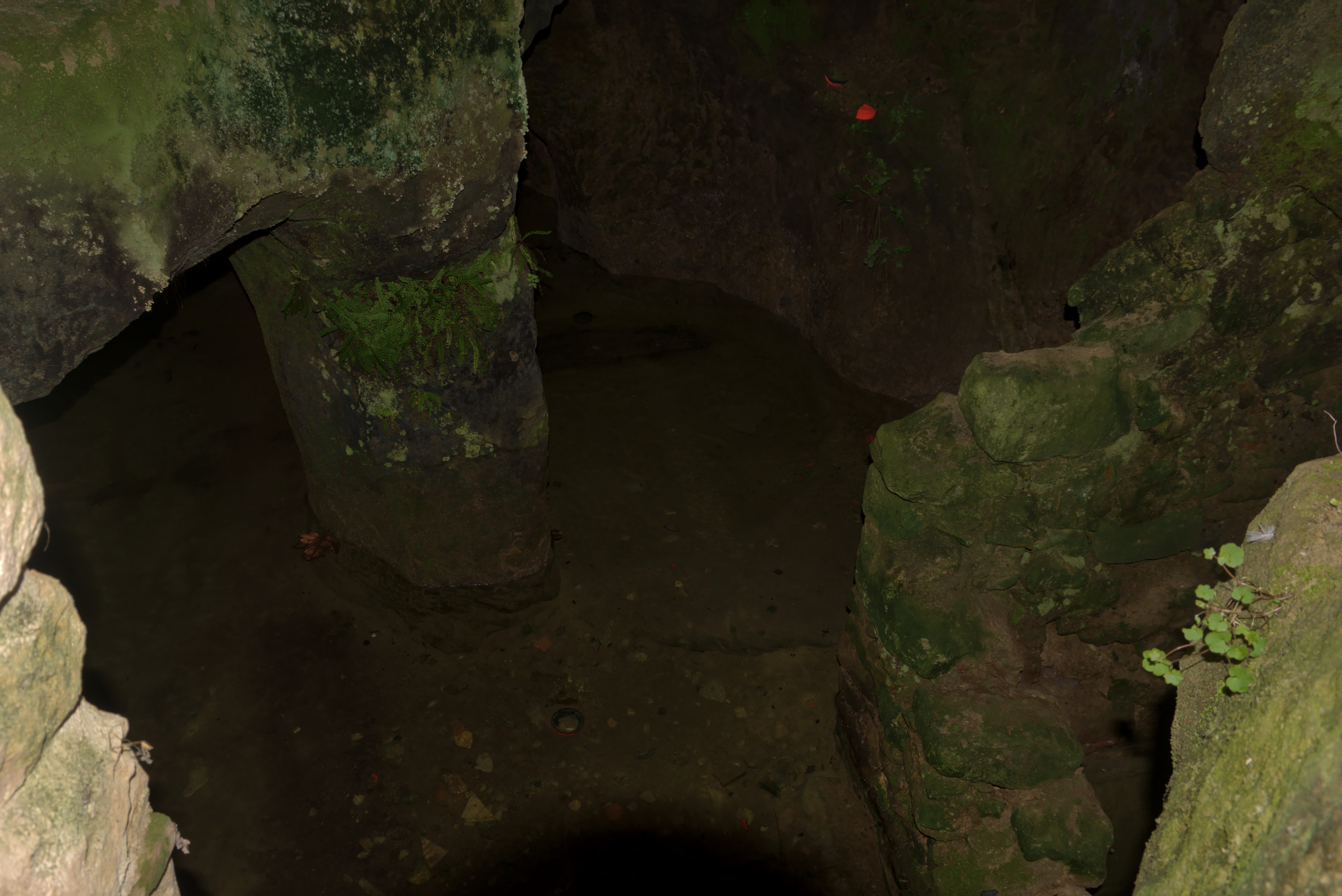
L'un des silos.
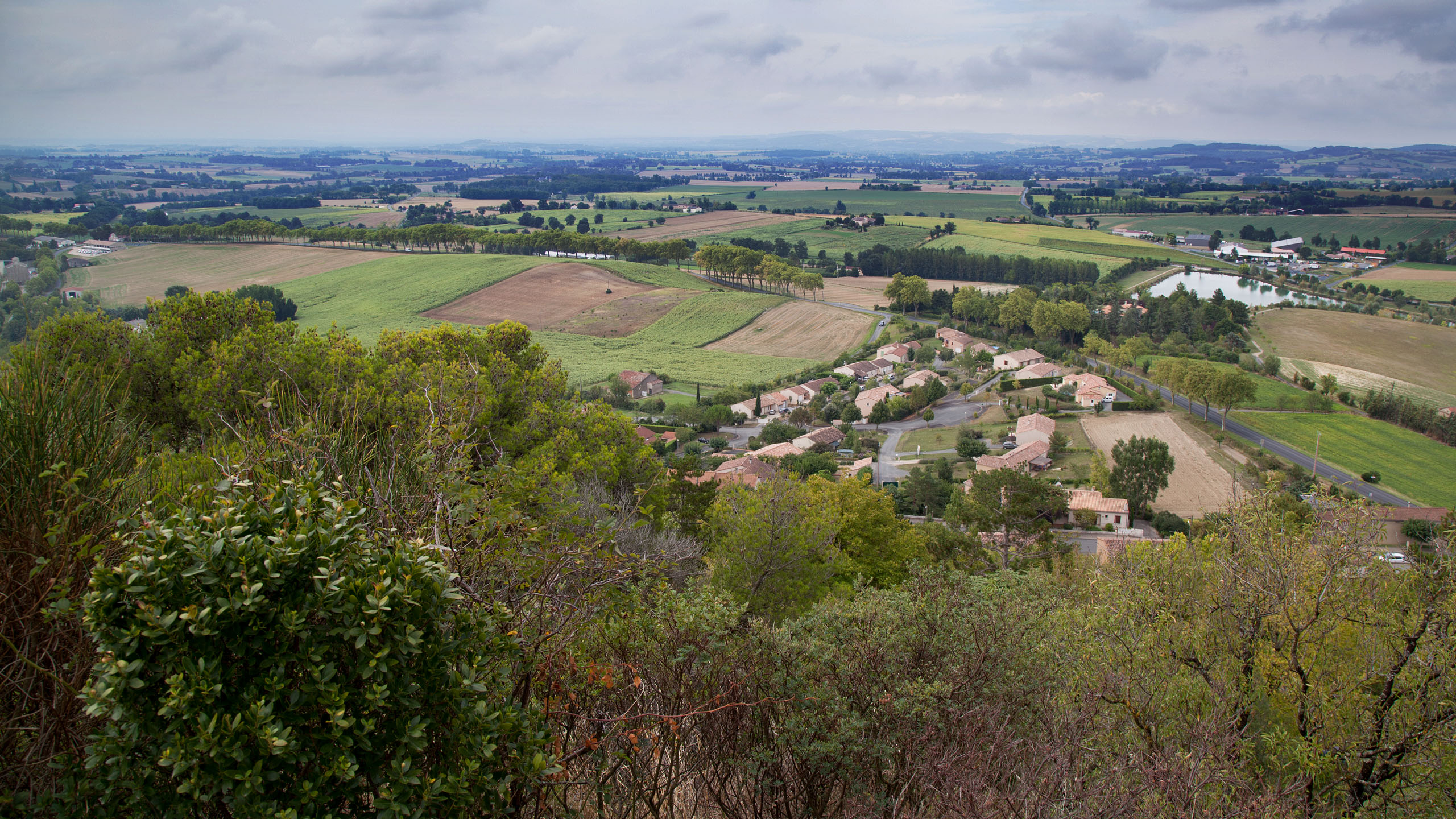
Le parc de loisirs.
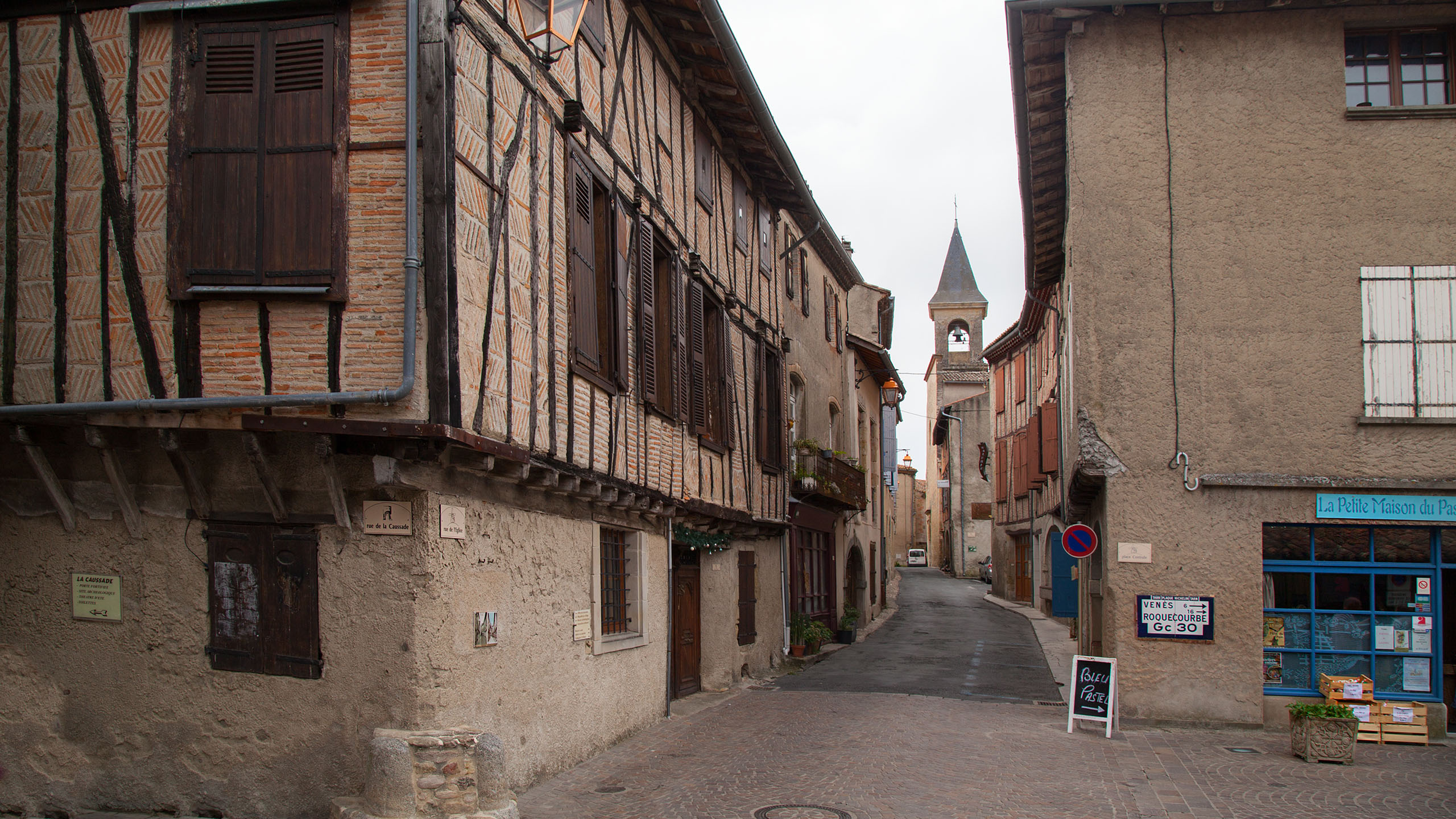
Une rue.
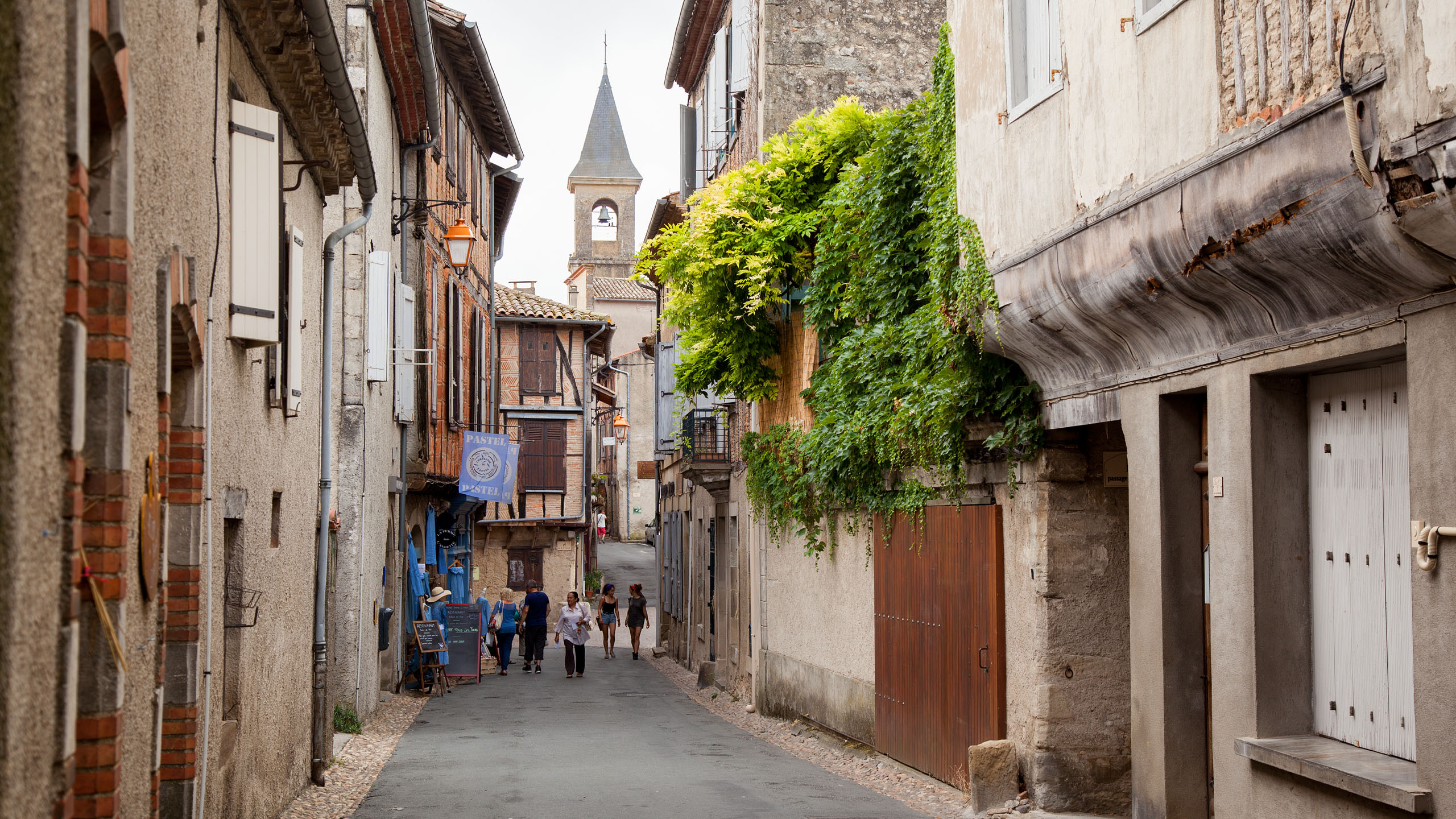
Une rue.

### Personnalités liées à la commune
- Odet de Foix, dit le Maréchal de Lautrec, maréchal de France.
- Henri de Toulouse-Lautrec : peintre.

## Vie pratique

### Activités sportives
- Rugby Club Lautrec
- Olympique Lautrecois
- Ail Love Bad (club de badminton)

## Pour approfondir